# بلاک‌کیر
بلاک‌کیر (به انگلیسی: Cockblock) اصطلاحی عامیانه برای عملی است، عمدی یا غیر عمدی، که مانع از آمیزش جنسی با کسی می‌شود.